# Steve Krug
Pour les articles homonymes, voir Krug.
 (octobre 2018).
Steve Krug est un consultant en utilisabilité Web basé à Chestnut Hill, Massachusetts. Il a travaillé pour les entreprises Apple, Netscape, AOL, Lexus, Excite@Home et BarnesandNoble.com. Il est principalement connu pour son ouvrage Je ne veux pas chercher: Optimisez la navigation sur vos sites (CampusPress), dont la première édition en français a été publiée chez Dunod sous le titre Zéro prise de tête. L'ouvrage traite des principes de base pour concevoir un site Web fonctionnel. 
Krug dirige également Advanced Common Sense, un cabinet de conseil spécialisé dans l'utilisabilité du web. Krug propose des tests d'utilisabilité et exerce un rôle-conseil quant aux stratégies d'utilisabilité du web. En 2009, Krug a publié Rocket Surgery Made Easy: The Do-It-Yourself Guide to Finding and Fixing Usability Problems. 